# Courtage
Courtage is de afsluitprovisie die een makelaar ontvangt bij de aan- of verkoop van een huis en wordt uitgedrukt in procent. De hoogte van de courtage is vastgelegd in reglementen, die al of niet in een wet vervat kunnen zijn. De hoogte is afhankelijk van het werk dat de makelaar verricht en van de risico's die hij loopt. Deze provisie bedraagt meestal tussen de 1,2 en 2,5% (excl. btw) van de koopsom van de woning. De provisie bij aan- en verkoop van aandelen wordt soms ook courtage genoemd.
Het wordt steeds meer gebruikelijk om met de makelaar over de courtage te onderhandelen. Vaak zijn er al van tevoren vaste courtage-bedragen vastgesteld of afgesproken en op papier gezet.